# Francisco José Teixeira da Costa
Francisco José Teixeira da Costa (Rio de Janeiro, 10 de outubro de 1837 – 15 de dezembro de 1864) foi um médico brasileiro.
Foi eleito membro da Academia Nacional de Medicina em 1862, com o número acadêmico 87, na presidência de Antônio Félix Martins.